# Conirostrum rufum
El conirrostro rufo (en Colombia), mielero o mielerito rufo (en Venezuela) o mielerito de cejas castañas (Conirostrum rufum) es una especie de ave paseriforme de la familia Thraupidae, perteneciente al género Conirostrum. Es nativo del noroeste de América del Sur.

## Distribución y hábitat
Se distribuye en la Sierra Nevada de Santa Marta y a lo largo de la cordillera de los Andes desde el oeste de Venezuela (sur de Táchira), por la pendiente occidental de los Andes orientales de Colombia, al sur hasta Cundinamarca.
Esta especie es considerada poco común en sus hábitats naturales: los matorrales, bosques montanos bajos, bordes de selvas húmedas y jardines, principalmente entre los 2700 y 3300 m de altitud.

## Descripción
Mide 12,5 a 13 cm de longitud total y pesa 11 g. La frente es de color rufo-rojizo; sobreceja, lados de la cabeza y partes inferiores color canela; corona y dorso color gris plomizo a azulado; alas y cola gris oscuro.

## Sistemática

### Descripción original
La especie C. rufum fue descrita por primera vez por el ornitólogo francés Frédéric de Lafresnaye en 1843 bajo el mismo nombre científico; su localidad tipo es: «Bogotá, Colombia».

### Etimología
El nombre genérico neutro Conirostrum se compone de las palabras latinas «conus»: cono, y  «rostrum»: pico; y el nombre de la especie «rufum» del latín «rufus»: rufo, rojo, rojizo.

### Taxonomía
Es monotípica. Los amplios estudios filogenéticos recientes demuestran que la presente especie es hermana de Conirostrum cinereum, y el par formado por ambas es hermano de Conirostrum tamarugense.